# Salmo ferox
Salmo ferox là một loài cá hồi thuộc họ Salmonidae. Loài cá này được tìm thấy trong các ao hồ nhỏ ở Ireland, Anh, Scotland và xứ Wales. Thân dài 80 cm.